# Grenouille arboricole
Taxons concernés
Dans les familles suivantes :
- Hylidae
- Rhacophoridae

Le terme grenouille arboricole est un nom vernaculaire ambigu désignant en français certains anoures passant une grande partie de leur vie dans les arbres ou arbustes. Les « rainettes », entre autres, en font partie.

## Familles concernées

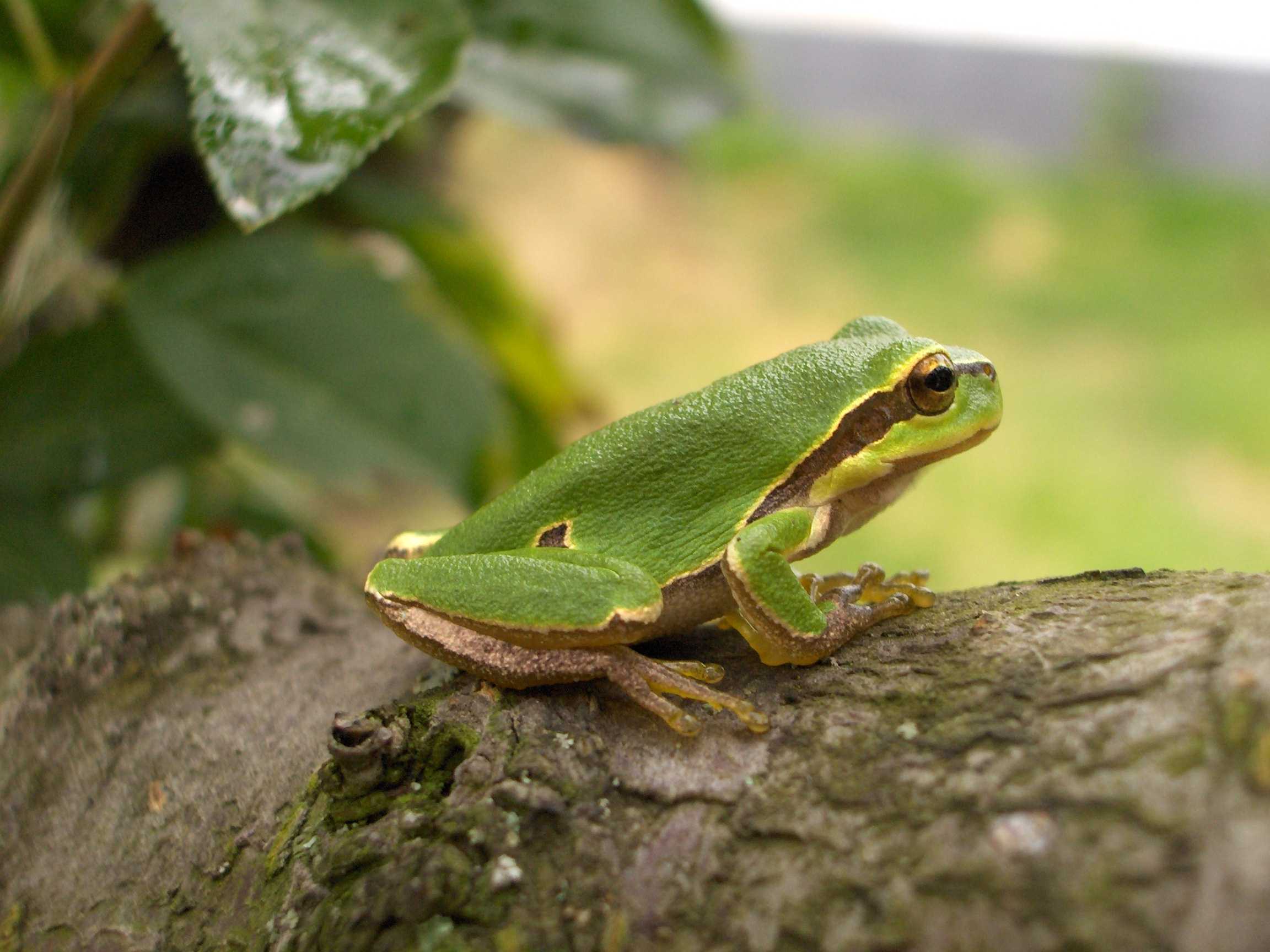
La Rainette verte, Hyla arborea.

Les grenouilles arboricoles appartiennent aux familles suivantes :
- les Hylidae, les rainettes vraies, dont les membres se rencontrent dans les régions tempérées ou tropicales de l'Eurasie, de l'Australie et des Amériques ;
- les Rhacophoridae, qui se rencontrent dans les régions tropicales autour de l'océan Indien, en Afrique, en Asie du Sud et du Sud-Est.

## Mœurs
Selon les espèces, la reproduction a lieu sur le sol (ponte dans les points d'eau) ou dans les arbres (nids de mousse...). Leur couleur est généralement vert vif, soit uniforme soit avec des motifs complétant le camouflage. Certaines sont capables de changer de teinte pour se fondre davantage dans leur environnement. La plupart possède des disques aux doigts et orteils de manière à s'accrocher plus efficacement sur les végétaux. Les membres du genre Chiromantis ont des doigts opposés deux à deux pour une meilleure préhension.